# 塑膠棧板
塑膠棧板是塑膠為材料的棧板，其原料通常為聚丙烯(PP)或高密度聚乙烯(HDPE)。塑膠棧板以塑膠為原料，將主材料、次要原料經過高溫加熱熔融後，以射出，壓鑄、押出或吹塑等型式成型，依不同使用目的之需求進行產品配方與結構調整，用以運送、存放貨物及商品擺設陳列用。

## 生產方式
塑膠棧板的製造流程，是塑膠經由加熱軟化、入模成型、冷卻硬化三個過程，市面塑膠棧板基本有三種成形方式，分別是射出成型、壓鑄成型及吹塑成型，塑膠棧板成型必須透過模具來固定形狀。

## 組成及原料
塑膠棧板組成包括主原料、次要原料、配件與包裝材料:

1.主原料：塑膠原料(包含原生料、回收料、再生料等)，相關原料可能有：
	PP 聚丙烯(Polypropylene)；
	PE 聚乙烯(Polyethylene)；
	PC 指聚碳酸酯(Polycarbonate)；
	PET 指聚乙烯對苯二甲酸酯(Polyethylene terphthalates)；
	HDPE 高密度聚乙烯(High-density polyethylene)等。

2.次要原料：色母、填充劑、改質劑、發泡劑等。
 
3.配件：如金屬加強件、玻璃纖維加強件等。

4.包裝材料：指包裝與運輸產品之外包裝，可能包含紙箱(盒)、封箱賿(帶)、捆包帶、包裝膜等。

## 規格
台灣塑膠棧板規格主要為美規(1200mm*1000mm)、歐規(1100mm*1100mm)，依棧板重量有不同品項。

## 應用
在環境保護及衛生的考量下，塑膠棧板需求逐漸增加，主要應用的產業於食品、飲料、醫藥、化學運輸、倉儲物流、加工製造、成品裝卸以及大賣場商品展示架等等。

## 優勢
塑膠棧板與木棧板相比，出口時沒有特殊限制，較不會受到海關刁難，木棧板容易因木頭有蟲卵或蟲而無法順利通關，且容易因碰撞而損壞，塑膠棧板相比木棧板更輕巧、不易破損、耐用佳、沒有白蟻害蟲問題，主要具有以下特性:

- 無碎片及銳角，不損傷貨物及操作人員。

- 易清洗，不滋生細菌、黴菌及防白蟻侵蝕。

- 具止滑裝置，防滑安全性佳。

- 產品種類齊全，使用壽命長。

- 出口不需經過煙燻消毒過程，節省成本。

- 無須砍伐森林，可回收再利用，符合環保標準要求。

-目前已有國家海關推出估算貨物碳足跡的關稅計算器，估算出運輸貨物造成的排放量，具碳排的棧板將可優先適用。